# Samsung Wave M

Samsung Wave M (S7250) — смартфон/коммуникатор на платформе Bada. Телефон среднего класса, выпущен компанией Samsung Electronics в октябре 2011 года.

## Технические характеристики
Телефон приобрел обновленный внешний вид (задняя крышка замаскирована под металл, на самом деле она пластиковая), увеличенный дисплей до 3,65 дюймов, новую платформу Bada 2.0, сенсорные клавиши приема и завершения вызова, также Samsung отказалась от механической клавиши включения камеры. Телефон полностью выполнен из пластика, никаких металлических элементов не присутствует.

## Процессор и память
Производитель умалчивает каким процессором оснащен телефон, известно только то, что его тактовая частота 832 МГц. Об оперативной памяти тоже ничего неизвестно, предположительно 384 МБ.